# Communauté de communes du Pays Loudunais
La communauté de communes du Pays Loudunais est une communauté de communes du département de la Vienne et de la région Nouvelle-Aquitaine.

## Présentation générale
La communauté de communes du Pays Loudunais regroupe 45 communes (soit 16 % des communes de la Vienne), auxquelles s'ajoutent sept communes associées, soit l'intégralité de quatre cantons : Loudun, Moncontour, Monts-sur-Guesnes et Les Trois-Moutiers.
Ce territoire du département de la Vienne faisait partie historiquement du Saumurois (sénéchaussée de Saumur) et de la province d'Anjou jusqu'à la Révolution française. En 1790, le Pays Loudunais est rattaché au département de la Vienne.

## Données géographiques
La communauté de communes du Pays Loudunais est située dans la partie nord du département de la Vienne.
- Sa superficie : 849 km2 (soit 12,15 % du département de la Vienne).
- Sa population (recensement 2010) : 24 431 habitants (soit 5,5 % du département de la Vienne).
- Sa densité : 29 habitants au km².

## Historique
- Mars 1973
  - À l'initiative de René Monory, alors maire de Loudun, constitution d'un syndicat intercommunal de solidarité regroupant 10 des 12 communes du canton de Loudun.
- Juillet 1975
  - Devant le succès de ce premier regroupement, l'expérience est étendue aux quatre cantons du Loudunais. Le Syndicat intercommunal de solidarité pour l'expansion du Loudunais (SISEL) voit le jour. Ce territoire réunit environ 26 000 habitants. Le Pays loudunais fait alors véritablement figure de pionnier en France : très peu de communes osent jouer la carte de la solidarité.
- Janvier 1993
  - Le SISEL devient une communauté de communes, à la suite de l'arrêté du 27 novembre 1992
- Janvier 2001
  - La collectivité adopte l'appellation définitive de communauté de communes du Pays loudunais.
  - La communauté de communes du Pays loudunais regroupe 52 communes dont 7 communes associées.
- 26 juillet 2002
  - Bruno Belin succède à René Monory à la présidence de la communauté de communes du Pays loudunais.
- 13 janvier 2003
  - René Monory devient président honoraire de la communauté de communes du Pays loudunais.
- 2006
  - Adoption des nouveaux statuts de la communauté de communes du Pays loudunais

## Territoire communautaire

### Géographie
Située au nord-ouest du département de la Vienne, la communauté de communes du Pays loudunais regroupe 45 communes et présente une superficie de 849 km2.

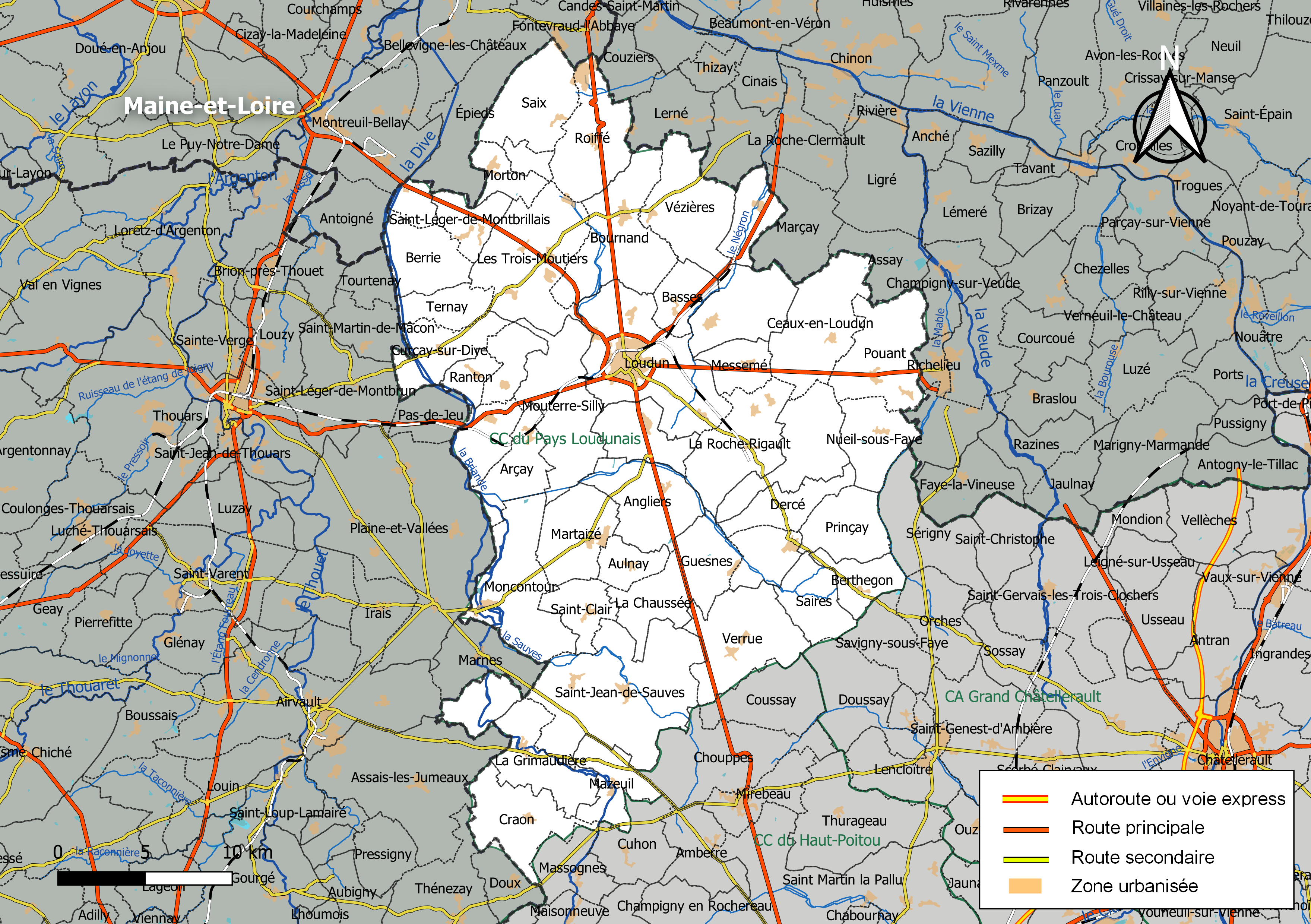
Carte de la communauté de communes du Pays loudunais au 1er janvier 2019.

### Composition

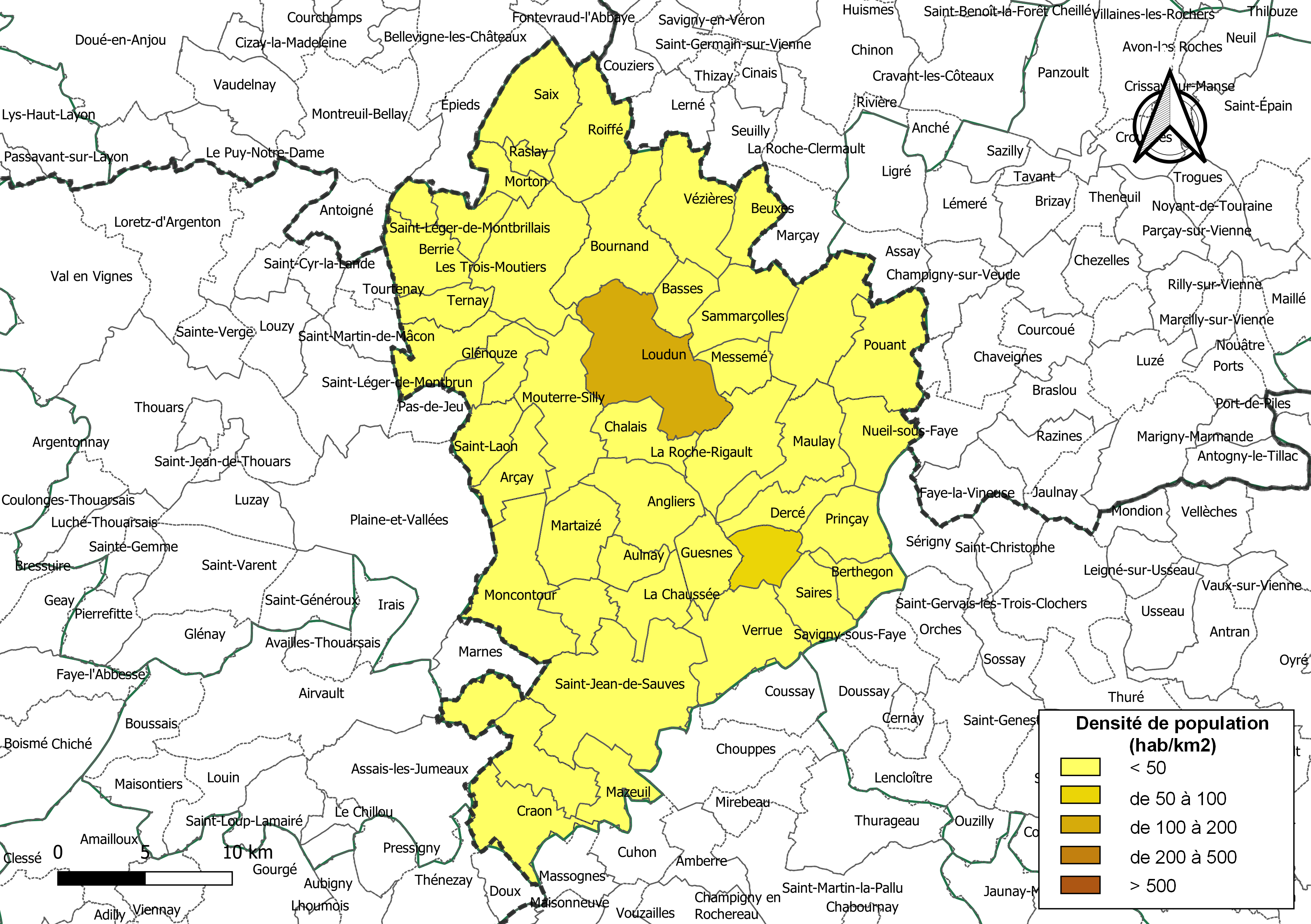
Carte des densités de population (millésimée 2016) des communes de la communauté de communes du Pays loudunais. Composition en communes au 1er janvier 2019.

La communauté de communes est composée des 45 communes suivantes :

| Nom                         | Code Insee | Gentilé        | Superficie (km2) | Population (dernière pop. légale) | Densité (hab./km2) |
| --------------------------- | ---------- | -------------- | ---------------- | --------------------------------- | ------------------ |
| Loudun (siège)              | 86137      | Loudunais      | 43,77            | 6 791 (2022)                      | 155                |
| Angliers                    | 86005      | Anglésiens     | 23,31            | 607 (2022)                        | 26                 |
| Arçay                       | 86008      | Arçois         | 14,05            | 342 (2022)                        | 24                 |
| Aulnay                      | 86013      | Aulnois        | 8,01             | 101 (2022)                        | 13                 |
| Basses                      | 86018      | Bassésiens     | 10,25            | 336 (2022)                        | 33                 |
| Berrie                      | 86022      |                | 16,64            | 253 (2022)                        | 15                 |
| Berthegon                   | 86023      | Berthegonais   | 10,61            | 262 (2022)                        | 25                 |
| Beuxes                      | 86026      | Beuxois        | 11,19            | 558 (2022)                        | 50                 |
| Bournand                    | 86036      | Bournandais    | 32,42            | 929 (2022)                        | 29                 |
| Ceaux-en-Loudun             | 86044      | Ceauxois       | 28,89            | 555 (2022)                        | 19                 |
| Chalais                     | 86049      | Chalaisiens    | 14,87            | 474 (2022)                        | 32                 |
| La Chaussée                 | 86069      | Chausséens     | 13,58            | 187 (2022)                        | 14                 |
| Craon                       | 86087      | Craonnais      | 21,58            | 183 (2022)                        | 8,5                |
| Curçay-sur-Dive             | 86090      | Cursayais      | 15,79            | 230 (2022)                        | 15                 |
| Dercé                       | 86093      | Dercéens       | 12,28            | 163 (2022)                        | 13                 |
| Glénouze                    | 86106      | Glénouzéens    | 9,65             | 100 (2022)                        | 10                 |
| La Grimaudière              | 86108      | Grimaudiens    | 19,09            | 396 (2022)                        | 21                 |
| Guesnes                     | 86109      | Guesnois       | 12,98            | 232 (2022)                        | 18                 |
| Martaizé                    | 86149      | Martéziens     | 19,48            | 360 (2022)                        | 18                 |
| Maulay                      | 86151      | Maulaisiens    | 23,01            | 187 (2022)                        | 8,1                |
| Mazeuil                     | 86154      |                | 13,63            | 245 (2022)                        | 18                 |
| Messemé                     | 86156      | Messeméens     | 9,84             | 241 (2022)                        | 24                 |
| Moncontour                  | 86161      | Moncontourois  | 41,06            | 982 (2022)                        | 24                 |
| Monts-sur-Guesnes           | 86167      | Montois        | 11,4             | 917 (2022)                        | 80                 |
| Morton                      | 86169      | Mortonais      | 7,99             | 368 (2022)                        | 46                 |
| Mouterre-Silly              | 86173      | Mouterrois     | 30,89            | 621 (2022)                        | 20                 |
| Nueil-sous-Faye             | 86181      |                | 15,99            | 218 (2022)                        | 14                 |
| Pouançay                    | 86196      |                | 5,46             | 232 (2022)                        | 42                 |
| Pouant                      | 86197      | Pouantais      | 26,57            | 412 (2022)                        | 16                 |
| Prinçay                     | 86201      | Princéens      | 16,59            | 204 (2022)                        | 12                 |
| Ranton                      | 86205      | Rantonais      | 6,07             | 204 (2022)                        | 34                 |
| Raslay                      | 86206      | Ralaysiens     | 3,98             | 135 (2022)                        | 34                 |
| La Roche-Rigault            | 86079      |                | 25,64            | 562 (2022)                        | 22                 |
| Roiffé                      | 86210      | Roifféens      | 24,3             | 748 (2022)                        | 31                 |
| Saint-Clair                 | 86218      | Saint-Clairois | 10,67            | 205 (2022)                        | 19                 |
| Saint-Jean-de-Sauves        | 86225      | Clémentins     | 56,58            | 1 292 (2022)                      | 23                 |
| Saint-Laon                  | 86227      | Saint-Laonnais | 11,93            | 136 (2022)                        | 11                 |
| Saint-Léger-de-Montbrillais | 86229      | Léodégariens   | 10,4             | 347 (2022)                        | 33                 |
| Saires                      | 86249      | Sairois        | 14,05            | 124 (2022)                        | 8,8                |
| Saix                        | 86250      |                | 22,55            | 263 (2022)                        | 12                 |
| Sammarçolles                | 86252      | Sammarçollois  | 21,22            | 648 (2022)                        | 31                 |
| Ternay                      | 86269      |                | 10,05            | 192 (2022)                        | 19                 |
| Les Trois-Moutiers          | 86274      | Trimoustériens | 35,94            | 1 082 (2022)                      | 30                 |
| Verrue                      | 86286      | Verrucois      | 28,44            | 382 (2022)                        | 13                 |
| Vézières                    | 86287      | Veziérois      | 26,31            | 346 (2022)                        | 13                 |

### Démographie
| 1968   | 1975   | 1982   | 1990   | 1999   | 2010   | 2015   | 2021   |
| ------ | ------ | ------ | ------ | ------ | ------ | ------ | ------ |
| 27 612 | 26 228 | 25 673 | 25 125 | 24 625 | 24 431 | 24 436 | 24 290 |

## Administration

### Siège
Le siège de la communauté de communes est situé à Loudun.

### Les élus
Le conseil communautaire de la communauté de communes se compose de 67 conseillers, élus pour une durée de six ans.
Ils sont répartis comme suit :
| Nombre de conseillers | Communes                                                    |
| --------------------- | ----------------------------------------------------------- |
| 17                    | Loudun                                                      |
| 3                     | Saint-Jean-de-Sauves                                        |
| 2                     | Bournand, Moncontour, Monts-sur-Guesnes, Les Trois-Moutiers |
| 1 (+1 suppléant)      | les 39 autres communes                                      |

### Présidence
| Période                                  | Période      | Identité    | Étiquette | Qualité |
| ---------------------------------------- | ------------ | ----------- | --------- | --- |
| Les données manquantes sont à compléter. |              |             |           | |
| janvier 1993                             | juillet 2002 | René Monory | UDF       | Président du Conseil général de la Vienne |
| juillet 2002                             | juin 2015    | Bruno Belin | UMP       | Conseiller général Maire de Monts-sur-Guesnes Président de l’Association des maires Ruraux de la Vienne Membre du Conseil de l’Europe Premier vice-président de l’Union des conseillers généraux de France (UCGF) |
| juin 2015 (Réélu en 2020)                | En cours     | Joël Dazas  | DVD       | Maire de Loudun (2014 → ) |

### Compétences
Le nombre total de compétences exercées en commun est de 26.

### Régime fiscal et budget
Le régime fiscal de la communauté de communes est la fiscalité professionnelle unique (FPU).